# Josef Jünemann
Josef Antonius Jünemann (* 9. Februar 1963 in Freren) ist ein Brigadegeneral der Bundeswehr und seit Oktober 2020 Abteilungsleiter Führung im Kommando Cyber- und Informationsraum in Bonn.

## Leben
Jünemann legte 1982 sein Abitur am Gymnasium Leoninum in Handrup ab.

## Militärische Laufbahn

### Ausbildung und erste Verwendungen
Jünemann trat 1982 als Grundwehrdienstleistender in die Bundeswehr ein und absolvierte seine Grundausbildung in Braunschweig beim Panzeraufklärungsbataillon 1. Er absolvierte als Offizieranwärter die Offizierausbildung zum Offizier des Truppendienstes und studierte Pädagogik an der Universität der Bundeswehr Hamburg. Es folgten erste Verwendungen ab 1987 als Zugführer, S-2-Offizier und Kompaniechef im Panzeraufklärungsbataillon 7 in Augustdorf. Von 1996 bis 1998 absolvierte Jünemann den 39. Generalstabslehrgang Heer an der Führungsakademie der Bundeswehr in Hamburg, wo er zum Offizier im Generalstabsdienst ausgebildet wurde.

### Dienst als Stabsoffizier
Ab 1998 war Jünemann als G4 und G3 Stabsoffizier im Stab der Panzerbrigade 21 in Augustdorf eingesetzt, bevor er von 2000 bis 2001 an der niederländischen Generalstabsausbildung in ab 1998 als Den Haag teilnahm. Von 2001 bis 2003 diente Jünemann als G3 Plans im I. Deutsch-Niederländischen Corps in Münster, bevor er Ende 2003 das Kommando über das Panzeraufklärungsbataillon 5 in Sontra übernahm. Es folgte 2006 eine kurze Verwendung als Referent im Bundesministerium der Verteidigung, bevor er von 2007 bis 2009 als deutscher Austauschreferent in das niederländische Verteidigungsministerium nach Den Haag wechselte. Danach folgte eine Verwendung als Dozent an der Führungsakademie der Bundeswehr, bevor er erneut als Referent zum Bundesministerium der Verteidigung in Bonn wechselte. Nach der Verwendung als Abteilungsleiter G1 in der 1. Panzerdivision in Hannover und der Verwendung als Leiter des Assessmentcenter für Führungskräfte der Bundeswehr in Köln folgte 2015 die Verwendung als Unterabteilungsleiter im Bundesamt für das Personalmanagement der Bundeswehr in Köln. Von 2019 bis 2020 war Jünemann als Referatsleiter in der Abteilung Personal im Bundesministerium der Verteidigung in Berlin eingesetzt.

### Dienst als General
Im Oktober 2020 trat Jünemann seine Verwendung als Abteilungsleiter Führung im Kommando Cyber- und Informationsraum in Bonn an.

### Auslandseinsätze
Jünemann nahm an mehreren Auslandseinsätzen der Bundeswehr teil:
- ACOS J3 HQ ISAF in Kabul (Afghanistan) im Rahmen von ISAF (2003)[3]
- Chef des Stabes Deutsches Einsatzkontingent EUFOR (2005/2006)[3]
- Kontingentsführer 37. Deutsches Einsatzkontingent (KFOR) in Bosnien-Herzegowina (2014)[3]

## Privates
Josef Jünemann ist verheiratet und einen Sohn und eine Tochter.